# Landiopsis capuronii
Landiopsis capuronii är en måreväxtart som beskrevs av Jean Marie Bosser. Landiopsis capuronii ingår i släktet Landiopsis och familjen måreväxter. Inga underarter finns listade i Catalogue of Life.